# فريدريك ميشر
فريدريك ميشر (بالألمانية: Friedrich Miescher) عالم أحياء سويسري (13 أغسطس 1844 – 26 أغسطس 1895). في العام 1869م في ألمانيا قام بعزل مواد غنية بالفوسفات من نواة خلية دم بيضاء وأطلق عليها اسم (nuclein وهو ما يعرف حاليا بالحمض النووي)، مهد عمله هذا للتعرف على حمض الدنا DNA كحامل للصفات الوراثية.

## روابط خارجية
- فريدريك ميسشر على موقع الموسوعة البريطانية (الإنجليزية)
- فريدريك ميسشر على موقع الموسوعة البريطانية (الإنجليزية)